# Saturday Shopping
Saturday Shopping è un cortometraggio muto del 1903 diretto da Cecil M. Hepworth.

## Trama
Un marito succube della moglie si può finalmente ubriacare quando lei esce per andare a fare shopping.

## Produzione
Il film fu prodotto dalla Hepworth.

## Distribuzione
Distribuito dalla Hepworth, il film uscì nelle sale cinematografiche britanniche il 21 novembre 1903. Negli Stati Uniti, venne distribuito dall'American Mutoscope & Biograph in una versione della lunghezza di 94,79 metri, distribuito nel dicembre dello stesso anno.
Non si hanno altre notizie del film che si ritiene perduto, forse distrutto nel 1924 quando il produttore Cecil M. Hepworth, ormai fallito, cercò di recuperare l'argento del nitrato fondendo le pellicole.